# The Five Pillars
The Five Pillars (De Vijf Pilaren) is de naam van een MMORPG. Het spel speelt zich af in een fictieve wereld, waar magie een grote rol speelt.
In het spel worden er ook naast magie, ook (fictieve) wezens gevonden, veelal terug te vinden in de mythologie van de westerse cultuur.

## De vijf pilaren der magie
Het spel dankt zijn naam aan de vijf verschillende soorten magie. Deze soorten magie corresponderen met vijf verschillende elementen en met vijf kleuren. Iedere magiër moet aan het begin van het spel zijn magiesoort kiezen. Deze kan niet meer gewijzigd worden. De keuze beïnvloedt sterk hoe het spel verloopt voor de magiër, door toegang te verschaffen tot andere gevechtseenheden, toverspreuken, etc.
| Soort Magie       | Element  | Kleur | Korte omschrijving                                      |
| ----------------- | -------- | ----- | ------------------------------------------------------- |
| Wilde magie       | Gebergte | Rood  | Agressieve kleur, met veel vernietigende spreuken       |
| Oude magie        | Moeras   | Zwart | Kwaadaardig, met ondoden, insecten en giffen            |
| Elementaire magie | Gletsjer | Blauw | Pure magie gericht op magische overheersing, emotieloos |
| Woestijn magie    | Woestijn | Wit   | Defensieve kleur, gericht op het bouwen, technologisch  |
| Natuurlijke magie | Bos      | Groen | Natuurlijke groei, genezing, bescherming                |

## Doel van het spel
Er is historisch gezien steeds onenigheid geweest over het doel van het spel. Sommige facties houden vast aan de oorspronkelijke doel, namelijk het vergaren van zo veel mogelijk 'power'. Diegenen die aan het einde van een 'reset' (spel ronde) het meeste power heeft wint, en zal zijn naam terugvinden in de Hall of Fame (HoF). De laatste jaren lijkt er een verschuiving op te treden richting het spelen voor het plezier, ongeacht de hoeveelheid power die vergaard is. Strikt gezien beloont het spel nog steeds het vergaren van power. Dit uit zich in de vermelding in de HoF, maar ook in het laten vernoemen van helden, gratis donator status, etc.

## Opbouw en uitbreiding van een koninkrijk
Iedere magiër begint met een klein koninkrijk. Dit koninkrijk begint bescheiden en kan uitgebouwd worden door op ontdekkingstocht naar land te gaan, of door andere koninkrijken aan te vallen en gedeelten van hun land te annexeren. Ook kan het gebruik van een bepaald zeldzaam artefact of een krachtige (Groene magie) spreuk extra land opleveren.
De speler moet bepalen wat er op een stuk land gebouwd of getoverd wordt. Onder de gewone gebouwen bevinden zich huizen, barakken, forten, magie-barrières, etc. Maar ook kunnen stukken land omgetoverd worden tot magische knooppunten, 'nodes'. Deze nodes komen in de vijf elementen voor en genereren toverkracht, in de bijbehorende type magie.

## Onderzoek, magie en spreuken
Naarmate een magiër actief is en ervaring opdoet, zal hij in kracht toenemen. Hij zal nieuwe spreuken kunnen onderzoeken, meer magische knooppunten vergaren en sterker worden. De te onderzoeken spreuken worden bepaald door de gekozen magiesoort. Zo zal een Rode magiër nooit de kwaadaardigste moerasspreuken kunnen leren, maar zal een Elementaire magiër ook nooit de natuur kunnen oproepen hem land te geven. Ook zullen magiërs nooit de allersterkste wezens op kunnen roepen, behalve die wezens die aan hun kleur verbonden zijn.

## Gildes, wonderen
Een groep magiërs kan ook samen een gilde vormen. Naast het sociale aspect van een gilde, is het plaatsnemen in een gilde ook nog spel-technisch verstandig. Zo zullen gildegenoten elkaar kunnen steunen in gevechten, kunnen ze zien wie van hen aangevallen is, kunnen ze elkaars legers zien, en eventueel ook of gildegenoten lijden onder bepaalde toverspreuken.
Een gilde kan ook besluiten tot het bouwen van een wonder. Een wonder geeft een klein voordeel voor dat gilde bij een bepaalde soort actie (aanvallen, bieden op de marktplaats, toverspreuken uitspreken, etc.). Sommige wonderen zijn sterker als die maar door één gilde gebouwd zijn. Het bouwen van nog zo'n wonder door een ander gilde leidt vaak uit in een oorlog tussen die gildes.

## Het einde
Het einde voor een magiër dient zich aan als zijn laatste fort vernietigd wordt. Hierdoor valt zijn koninkrijk uit elkaar en sterft de magiër. Dit is onherroepelijk. De speler kan natuurlijk wel een nieuwe magiër beginnen, maar die zal in niets lijken op de gestorven magiër.
The Five Pillars speelt in resets, spel-ronden. Iedere reset heeft een vaste duur, afhankelijk van op welke server die zich afspeelt. Resets kunnen duren tussen twee en drie maanden. Aan het einde van de reset is er een 24 uur durende anarchieperiode waarin iedereen elkaar kan aanvallen. Na de 24 uur houdt het universum op te bestaan en is het spel afgelopen. Die magiërs die dan de meeste power hadden worden vereeuwigd in de Hall of Fame.
Meestal begint een nieuwe reset enkele dagen na afloop van de anarchieperiode. Alle spelers moeten dan een nieuwe magiër maken.